# 官房
官房（かんぼう、英語: Secretariat）は、日本の行政機関において、国家行政組織法、内閣府設置法、宮内庁法、警察法、会計検査院法などに基づいて府・省・庁・行政委員会および会計検査院に置かれる内部部局の一つ。また、内閣に置かれる機関である内閣官房も、広い意味での官房の一種である。
内閣府および各省には必ず置かれ、一部の庁にも置かれることがある。

## 概要
官房は各府省庁の組織管理、内部部局間の連絡調整などを所掌する、当該府省庁の建制順における筆頭部局であり、総務局に相当する。大臣官房の長は大臣官房長または単に官房長と称する。内閣法の規定に基づき内閣に設置される内閣官房は、大臣官房とは異なる（責任者は内閣官房長官）。英訳はMinister's SecretariatまたはSecretariat of the Minister（大臣事務局）。

## 日本の行政組織における官房の位置
官房は、いずれも共通して内部部局の建制順（行政組織法制上の並び順）において筆頭に位置し、秘書、文書、法制、総務、人事、予算、会計、企画、広報、統計など、行政組織の内部管理と行政事務の総合調整を掌る。
官房には、官房の所掌事務の一部を掌る課が複数置かれる。大臣官房など、規模の大きい官房では、官房業務の中でも最も枢要な人事、文書（総合調整）、会計（予算と会計）の3つをそれぞれ掌るいわゆる「官房三課」がほぼ必ず置かれ、官房の中心を為す。
現在、官房は内閣府および各省には必ず置かれ、大臣官房（だいじんかんぼう）と称される。内閣府および各省の外局である庁と行政委員会においては必要に応じて設けられるものとされ、その場合は長官官房と称している（例として、警察庁と防衛装備庁にはあり、気象庁や消防庁には置かれていない）。官房を置かない外局でも、局制ないし部制を取っている場合は、官房に相当する事務を所掌する局・部が建制順の筆頭に置かれる（金融庁の総合政策局、公安調査庁の総務部、林野庁の林政部など）。なお、外局ではないが官房を置かない人事院の場合、事務総長の下に直属する総務・人事・会計などの5課を「官房部局」と総称している。
官房の長としては、局長級の幹部職員が任命される官房長があるが、必置ではなく、外局には官房長の存在しない長官官房・事務総長官房もある。外局以外では、警察庁長官官房に官房長がいるが、宮内庁長官官房と会計検査院事務総長官房には官房長が存在しない。
なお、官房を除く各局、各部の建制順上の筆頭にある課（筆頭課）は、各局における人事・文書・会計などの総括管理を掌っており、各局における官房の機能を有する。官房、筆頭課に対して、実際の行政事務を掌る各局、各課は「原局」（げんきょく）、「原課」（げんか）と称される。
官房と原課からなる行政組織の編成原理は、国の行政機関以外でも国会や裁判所、地方公共団体などの公的機関にはほぼ必ず存在するが、官房という名称は用いられず、公室（知事公室、町長公室など）・総務部・庶務部・政策企画部など、様々な名称が用いられる。しかしこうした公的機関においても、国の行政機関の官房に相当する部署で行う業務を「官房系業務」ということがある。

## 所掌事務
大臣官房（長官官房）の所掌については各府省の組織令の規定に基づくが、共通的なものについては概ね下記のとおりである。
- 機密に関すること
- 大臣（長官）の官印及び省（庁）印の保管に関すること
- 職員の職階、任免、給与、懲戒、服務その他の人事並びに教養及び訓練に関すること
- 所掌事務に関する総合調整に関すること
- 法令案その他の公文書類の審査に関すること
- 国会との連絡に関すること
- 公文書類の接受、発送、編集及び保存に関すること
- 広報に関すること
- 保有する情報の公開に関すること
- 機構及び定員に関すること
- 行政の考査に関すること
- 経費及び収入の予算、決算及び会計並びに会計の監査に関すること
- 国有財産及び物品の管理に関すること
- 職員の衛生、医療その他の福利厚生に関すること
- 政策の評価に関すること
- 他の内部部局の所掌に属しないものに関すること

## 歴史
官房制度の歴史的由来は、絶対君主制期のヨーロッパにおいて発生した官僚制に起源を有するとされている。日本語の官房という言葉は、ドイツの領邦国家において、君主の側近が執務した部屋のことを指した Kammer という言葉の訳語であり、もともとは領邦の行政に関する機密を処理した君主直轄の行政機構を指した。
官房の制度はプロイセンの官僚制をモデルとして受容した明治期の日本に導入され、内閣制のもとで機密を扱う書記局に庶務、会計を行う諸部門が統合され、各省の大臣に直属して行政を管理する部門を官房と称するようになった。
官房の制度は戦後の行政組織の改革でもほとんど改変されることなく存続した。とくに近年、行政機関においてトップの政策機能強化のため、行政機関の総合調整機能を果たす部署として官房は再活性化がはかられている。

## 大臣官房等一覧
- 内閣府大臣官房
- 総務省大臣官房
- 法務省大臣官房
- 外務省大臣官房
- 財務省大臣官房
- 文部科学省大臣官房
- 厚生労働省大臣官房
- 農林水産省大臣官房
- 経済産業省大臣官房
- 国土交通省大臣官房
- 環境省大臣官房
- 防衛省大臣官房
- 警察庁長官官房
- こども家庭庁長官官房
- 公正取引委員会事務総局官房（官房長不置）
- 宮内庁長官官房（官房長不置）
- 国税庁長官官房（官房長不置）
- 資源エネルギー庁長官官房（官房長不置）
- 中小企業庁長官官房（官房長不置）
- 防衛装備庁長官官房（官房長不置）
- 会計検査院事務総長官房（官房長不置）
- 内閣法制局長官総務室（官房はない）

## 官房長

### 行政庁
国の行政庁にあっては、局・部・課にはその責任者たる長（局長・部長・課長）を置くことが法律で義務づけられているが、局の筆頭格ともいえる官房には必ずしも官房長を置かなくてもよい。

### 官房三課長
大臣（長官）官房が筆頭格部局であるがゆえ、秘書（人事）・総務（文書）・会計の3つの課（いわゆる官房三課）の課長は、本省（本庁）課長の中でも別格であり、本省（本庁）各局の筆頭課長（通常は総務課長）がこれに次ぐ。官房三課長、各局筆頭課長の経歴は、最高幹部への昇進の有力な要素となる。

### 法律
事務次官（または庁の次長、警察庁は長官）と官房三課長などの間に官房長を置いても中二階的なものになることが想定されるため、内閣府設置法や国家行政組織法では官房長の設置を各府省庁の任意とし、設置する場合は政令で個別に規定する。しかし実際には中央省庁再編後の府省では全て官房長を置いている。

### 庁
庁のうち、長官官房を置きながら官房長を置かない例としては、国税庁（官房審議官を2人置く）などがある。その場合、庁の次長が直接監督する。

## 官房の設置・不設置

### 庁
内閣府本府と各省本省には大臣官房は必置であるが、庁の場合は任意設置であり、長官官房を置く庁もあれば総務部など代わりの部局とする庁もある。

### 不設置の例
長官官房自体を置かない例としては金融庁（総合政策局）、消防庁（官房的な役割の課は庁直属課として設置）、公安調査庁・海上保安庁（総務部）、林野庁・水産庁（林政部・漁政部など筆頭部局が担当）などがある。

### 宮内庁および警察庁
宮内庁は内閣府設置法上の外局でないが、長官官房（官房長不置、官房審議官配置）がある。警察庁も国家行政組織法上の外局ではないが、長官官房および官房長が置かれる。

### 行政委員会
行政委員会のうち、公正取引委員会には事務総局官房（官房長不置）が置かれる。人事院では事務総長直属の総務課・人事課・会計課などを「官房部局」と総称している。また内閣から独立した憲法機関たる会計検査院には、事務総長官房（官房長不置、総括審議官配置）が設けられている。

## 官房の呼称
中央省庁再編に際し、新府省庁の官房は「内閣府大臣官房」、「総務省大臣官房」、「防衛庁長官官房」のように「府省庁名＋大臣官房（長官官房）」へ表記が統一されたが、旧府省時代は「（頭に総理府を付けずに）内閣総理大臣官房」、「法務大臣官房」などのように「大臣職名＋官房」つまり「府・省」の字を省いたものを正式呼称とするのが多数派であった（「庁」を省かないのは現在と同じ。）。
大蔵省、文部省、厚生省、運輸省の4省は「省」を挿入する表記が自省における正式呼称であったが、少数派のため、法令の条文あるいは議院事務局や他官庁の公文書上で「省」を省いた多数派式の表記（例：大蔵省大臣官房とすべきところを大蔵大臣官房）をされることもあった。

## 過去に設置されていた官房

### 局長官房

#### 総理府特別調達庁特別調達局
特別調達庁は、1949年制定の特別調達庁設置法で総理府の外局として設置され、地方支分部局として特別調達局が置かれた。設置時点では、経理部、契約部、技術部及び促進監督部の4部であったが、翌年の法改正により、「局長官房」が置かれるとともに、管財部が増設された。1952年3月31日の特別調達庁設置法の改正により、特別調達庁は、調達庁に、特別調達局は、調達局になったが引き続き局長官房が設置された。1952年7月31日の調達庁設置法の改正により調達局の局長官房は総務部となった。なお、特別調達庁、調達庁は占領軍の要求により各種の調達を行う機関であり、後の防衛施設庁の前身である。

#### 大蔵省印刷局
大蔵省印刷局は、1949年制定の大蔵省設置法で外局である印刷庁になったがこのとき「長官官房」が置かれた。印刷庁は、1952年8月1日の大蔵省設置法の改正により、大蔵省の付属機関である「大蔵省印刷局」となり、「局長官房」が置かれた。1961年11月1日の大蔵省設置法の改正により、印刷局の局長官房は総務部となった。

#### 大蔵省財務局
1949年制定の大蔵省設置法の施行の際、地方支分部局として財務部が置かれた。内部組織は省令（大蔵省組織規程（昭和24年5月31日大蔵省令第37号））で定めるとされたが部制とらず課制であった。財務部は、1951年8月1日の大蔵省設置法の改正により、財務局になった。1951年4月1日の大蔵省組織規程の改正により財務局に部制が導入されるとともに局長官房（ただし関東財務局は、総務部）をおいた。1961年11月1日の大蔵省組織規程の改正により、財務局の局長官房は総務部となった。

#### 農林省農地事務局
農林省の地方支分部局だった農地事務局には、1949年制定の農林省設置法第38条により「局長官房」が置かれた。農林省農地事務局は、1963年（昭和38年）5月1日に地方農政局に改組されこのとき、局長官房は総務部となった。

#### 郵政省地方郵政局
郵政省の地方支分部局だった地方郵政局には、1952年の郵政省組織規程の改正により「局長官房」が置かれた。1976年4月1日の郵政省組織規程の改正により、地方郵政局の局長官房は総務部となった。

#### 郵政省地方電波監理局
郵政省の地方支分部局だった地方電波監理局には、1959年の郵政省組織規程の改正により「局長官房」が置かれた。地方電波管理局の局長官房は、1962年7月25日の郵政省組織規程の改正により、関東、近畿、九州、北海道の各電波監理局の局長官房は総務部となり、1963年4月1日の郵政省組織規程の改正により、東北、中国の各電波監理局の局長官房は総務部となり1964年4月1日の郵政省組織規程の改正により、東海、北陸の各電波監理局の局長官房は総務部となり、1965年4月1日の郵政省組織規程の改正により、残る信越、四国の各電波監理局の局長官房は総務部となった。

#### 北海道開発庁北海道開発局
北海道開発庁の地方支分部局だった北海道開発局には、1951年7月1日の設置から2001年1月6日の中央省庁再編まで「局長官房」が置かれた。北海道開発庁は人員の大半が北海道開発局に配置されており、本庁は課制で長官官房を置かなかった。省庁再編により開発局は国土交通省の地方支分部局となり、局長官房は「開発監理部」と改称された。

### 税関長官房
1949年制定の大蔵省設置法第22条により、税関に、税関長官房が置かれた。また大蔵省組織規程（昭和24年5月31日大蔵省令第37号）第72条第1項により税関長官房に官房主事を置いた。1961年11月1日の大蔵省設置法の改正により、税関長の税関長官房は総務部となった。

### 地方長官官房
1947年の地方自治法施行以前の地方行政官庁（府県・東京都・北海道庁・樺太庁）にも官房が存在したが、府県の長の官房は知事官房、東京都・北海道庁・樺太庁の長は長官官房と称していた。これはそれぞれの機関の長が、知事であるか、長官であるかの違いによる。根拠規定は、東京都は、東京都官制（昭和18年6月19日勅令第504号)第9条および第10条。府県は、地方官官制(大正15年6月4日勅令第147号)第12条および第13条、北海道庁は、北海道庁官制(大正2年6月13日勅令第150号)第11条、樺太"庁は、樺太庁官制(昭和18年3月27日勅令第196号)第9条および第10条であった。

### 総監官房
1948年の警察法施行以前の警視庁にも官房が存在した。他の府県警察が、府県庁の警察部であったのが、東京府（後に東京都）の警察である警視庁は、内務大臣の直接の指揮下に置かれていた。警視庁の官房は総監官房と称していた。根拠規定は、警視庁官制(大正2年6月13日勅令第149号)第11条であった。